# 120. vestlige længdekreds
Den 120. vestlige længdekreds (eller 120 grader vestlig længde) er en længdekreds, der ligger 120 grader vest for nulmeridianen. Den løber gennem Ishavet, Nordamerika, Stillehavet, det Sydlige Ishav og Antarktis.